# Paepalanthus aculeatus
Paepalanthus aculeatus är en gräsväxtart som beskrevs av Silveira. Paepalanthus aculeatus ingår i släktet Paepalanthus och familjen Eriocaulaceae. Inga underarter finns listade i Catalogue of Life.